# Pogost

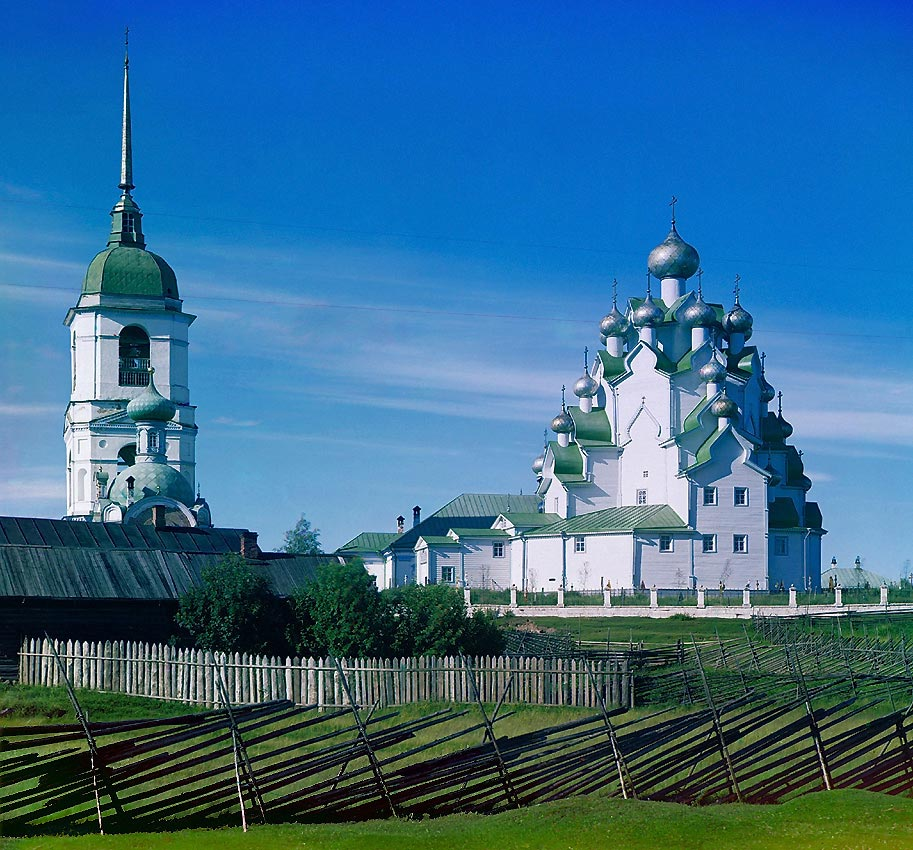
Vytegra Pogost, fotografía de 1909 por Sergéi Prokudin-Gorski.

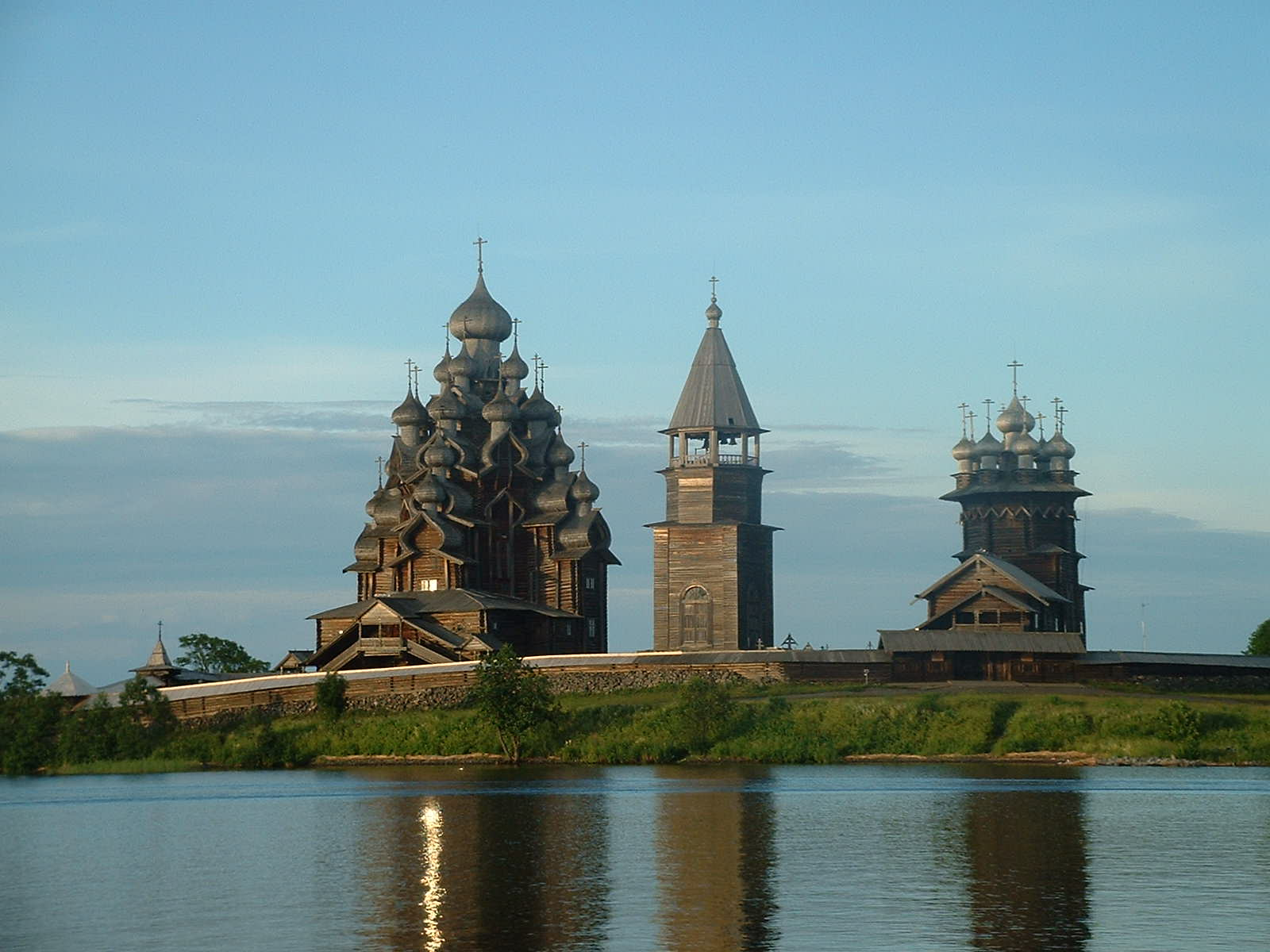
Kizhi Pogost

Un  pogost (en ruso: погост, del antiguo eslavo oriental: погостъ) era una entidad administrativa en Rusia, un asentamiento de población. Es un término histórico con diferentes significados en el idioma ruso, siendo el original el de denominar a las posadas de camino para los príncipes y los eclesiásticos que recolectaban tributos. También es usado en letón (pagasts) y en finés (pogosta), con significados específicos.

## Historia
La primera división administrativa y territorial en la Rus de Kiev fue establecida por Olga de Kiev, que dividió las tierras de Novgorod en pogosts y estableció para cada uno el pago de un tributo. Pogost se asocia con la idea de un punto de parada del príncipe y de su séquito en la recolección del tributo, una suerte de hospedería, de donde provendrían las palabras rusas de 'huésped' (gost/ость), 'hospedar' (gosti)  'rendir visita' (gostit) u 'hotel' (gostinitsa). Variaban en tamaño, desde decenas a centenares de pueblos entre los siglos XI y XIV. Se asume que originalmente los pogosts serían comunidades rurales en la periferia del estado ruso antiguo, que funcionarían además como puestos comerciales (ruso antiguo: gost'ba, гостьба).
Al difundirse el cristianismo en Rusia, se construyeron en los  siglos XV y XVI iglesias en esos asentamientos y el pogost se asoció con el lugar donde existía un cementerio y una iglesia y donde se organizaban mercados y ceremonias comunales con los habitantes. Sería el caso de Kizhi Pogost o de Kádnikov Pogost. 
Esta división del territorio en pogosts se mantuvo en el norte de Rusia hasta 1775, luego fue oficialmente abandonada. Desde entonces, serían pogosto-mesto (погосто - место), que únicamente funcionarían ya como centros parroquiales. En ruso moderno, pogost normalmente designa una asociación entre una iglesia rural y un cementerio en un lugar distante.

## Uso en Finlandia y Letonia
El pueblo central de los kunta finlandeses (distritos rurales) de Ilomantsi es llamado usualmente el pogosta de Ilomantsi (Ilomantsin pogosta), siendo esta palabra un préstamo del ruso. El dialecto local del finés muestra una clara influencia rusa, y hay una fuerte presencia de cristianos ortodoxos en el municipio. El nombre del periódico local es Pogostan Sanomat. 
En el idioma finés moderno, pogosta es usado en referencia a lugares históricos, como un sinónimo histórico para parroquia o municipio en Carelia o en el contexto de Rusia.
Pagasts es el nombre de la unidad básica de autogobierno local en la república de Letonia. La palabra es comúnmente usada en idioma letón para referirse a un equivalente civil para parroquia, un municipio rural o un pequeño distrito rural. Existen 432 municipios rurales o pagasti en Letonia